# Sajtótájékoztató
A sajtótájékoztató nagyobb érdeklődésre számot tartó, személyes közvetítést igénylő témákban kizárólag a sajtó képviselői számára szervezett, információk (üzenetek) átadására, azok médián keresztül történő közvetítésére  szolgáló esemény. A média és a szervezet közötti leggyakrabban alkalmazott kommunikációs eszköz, amely során új információkat osztanak meg és vitatnak meg a két fél képviselői.
Előnye, hogy a szervezet üzeneteit személyesen ismerteti a szóvivő vagy a szervezet vezetősége, illetve lehetőséget biztosít azonnali kérdésekre és válaszokra.
Hátránya, hogy leértékelődik, mert túl sok a sajtótájékoztató a média számára nem mindig esemény.

## A sajtótájékoztató előkészítése
1. A téma meghatározása
2. A résztvevők kiválasztása
3. Az időpont kijelölése, egyeztetése
4. A helyszín kiválasztása
5. A meghívottak listájának összeállítása
6. A meghívók szerkesztése és kiküldése
7. A sajtóanyag (esetleg prezentáció) előkészítése
8. A résztvevők és felszólalók felkészítése
9. Technikai előkészítés, ellenőrzés (terem berendezése, technikai eszközök)
10. Ráerősítés